# A.W. Nielsen
Anthon Wilhelm Nielsen (født 10. januar 1909 på Frederiksberg, død 2. november 1982 i København) var en dansk bryggeridirektør.
A.W. Nielsen kom i lære som mejerist, men valgte efter et ophold på Dalum Landbrugsskole at uddanne sig i handel i stedet. Efter udlandsrejser blev han i 1930 direktør for Åshøj Mejeri A/S på Sjælland og købte sig allerede året efter ind i mejeriet, som han slutteligt overtog fuldstændigt. Han solgte mejeriet i 1951 til Storkøbenhavns Mejeriers Likvidationsselskab. Samme år opfordrede statsminister Erik Eriksen efter inspiration fra Grosserer-Societetets komité ham til at søge stillingen som direktør for Den Kongelige Grønlandske Handel. Han fik stillingen og stod i spidsen for en reorganisering af selskabet.
Han vendte i 1956 retur til den sydlige del af kongeriget for at blive administrerende direktør for Carlsberg, hvor han stod i spidsen for fusionen med Tuborg til De forenede Bryggerier i 1970. Han stoppede som direktør i 1974, men fortsatte i bestyrelsen frem til 1980. Årene under hans ledelse var præget af ekspansioner i Europa og opførelse af nye bygninger herhjemme. Han blev omtalt som en "hård negl", men var respekteret for sin viden og handlekraft.
Han var desuden formand for Bryggeriforeningen 1959-1976, medlem af Atomenergikommissionen 1964-1974, medlem af Industrirådets bestyrelse 1961-1972, medlem af bestyrelsen i Akademiet for de Tekniske Videnskaber og bestyrelsesformand for Den Danske Bank fra 1965 og en overgang også formand for Hedeselskabets bestyrelse.
A.W. Nielsen blev i 1952 ridder af Dannebrog, i 1956 ridder af første grad, i 1965 kommandør, i 1971 kommandør af første grad og i 1979 storkommandør af Dannebrog.
A.W. Nielsen er begravet på Randlev Kirkegård ved Odder.